# Aram Vardanyan
Aram Vardanyan (1995. november 11. –) üzbég kötöttfogású birkózó. A 2019-es birkózó-világbajnokságon a döntőig jutott 72 kg-os súlycsoportban, szabadfogásban. Az Ázsia-bajnokságon 2018-ban 72 kg-ban és 2016-ban 66 kg-ban bronzérmet szerzett. 2017-ben a Belső-Ázsia Játékokon bronzérmet szerzett 71 kg-ban.

## Sportpályafutása
A 2019-es birkózó-világbajnokságon az elődöntőben 4-1-re verte a bolgár Aik Mnatszakaniant, majd a döntőig jutott, melyben orosz ellenfele volt, Abujazid Ruszlanovics Mancigov személyében.